# Османська зимівля в Тулоні (1543—1544)

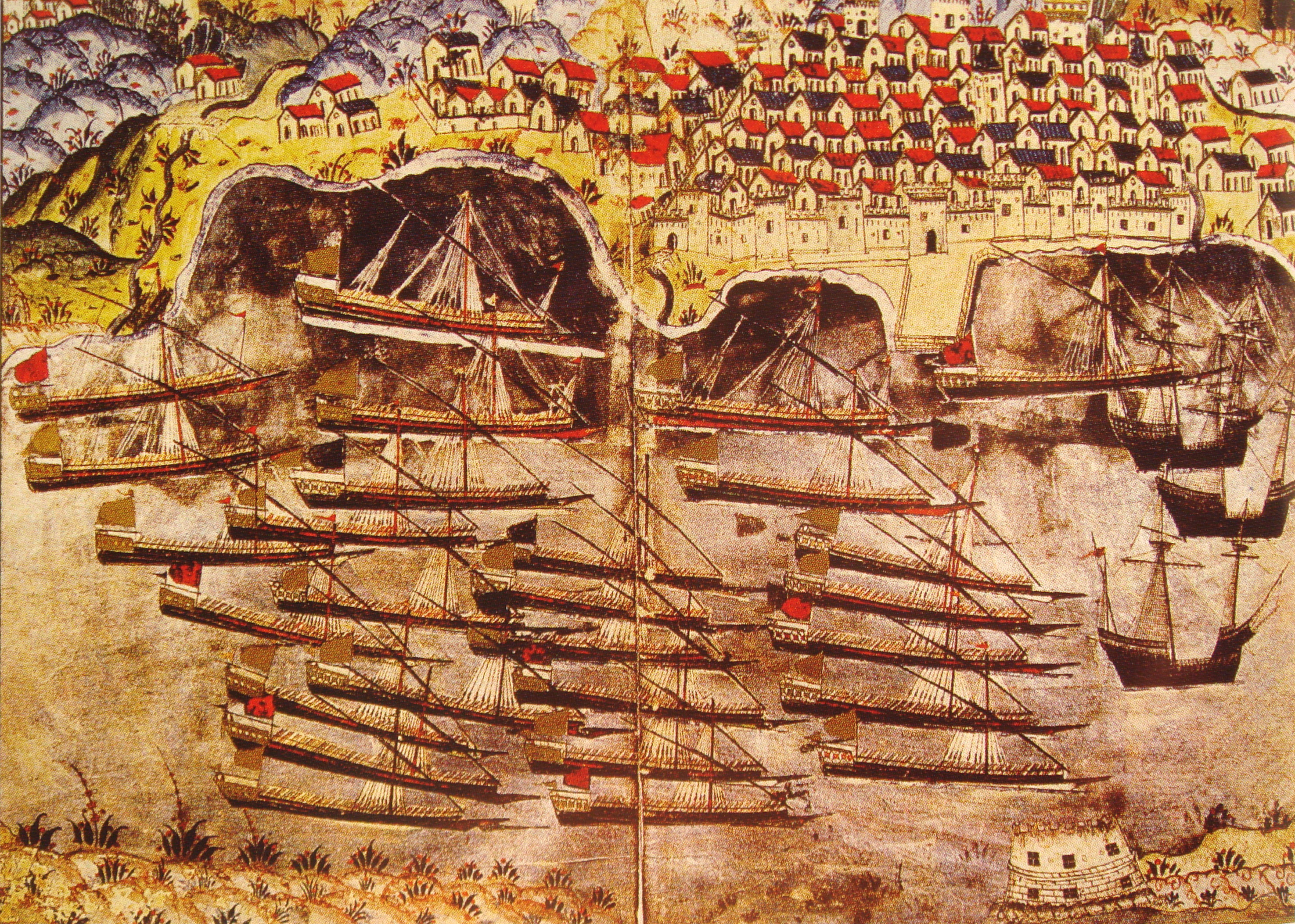
Флот Барбароси зимує в 1543 році у французькій гавані Тулон, з нещодавно побудованою «Королівською баштою» (внизу праворуч).

Османська зимівля в Тулоні — стоянка флоту Османської імперії на чолі з капудан-пашею флоту Хайр ад-Діном Барбароссою у французькому місті Тулон взимку 1543–44 років, що відбулась відразу після спільної франко-османської облоги Ніцци в рамках об'єднаних операцій французько-османського союзу.

## Зимівля в Тулоні

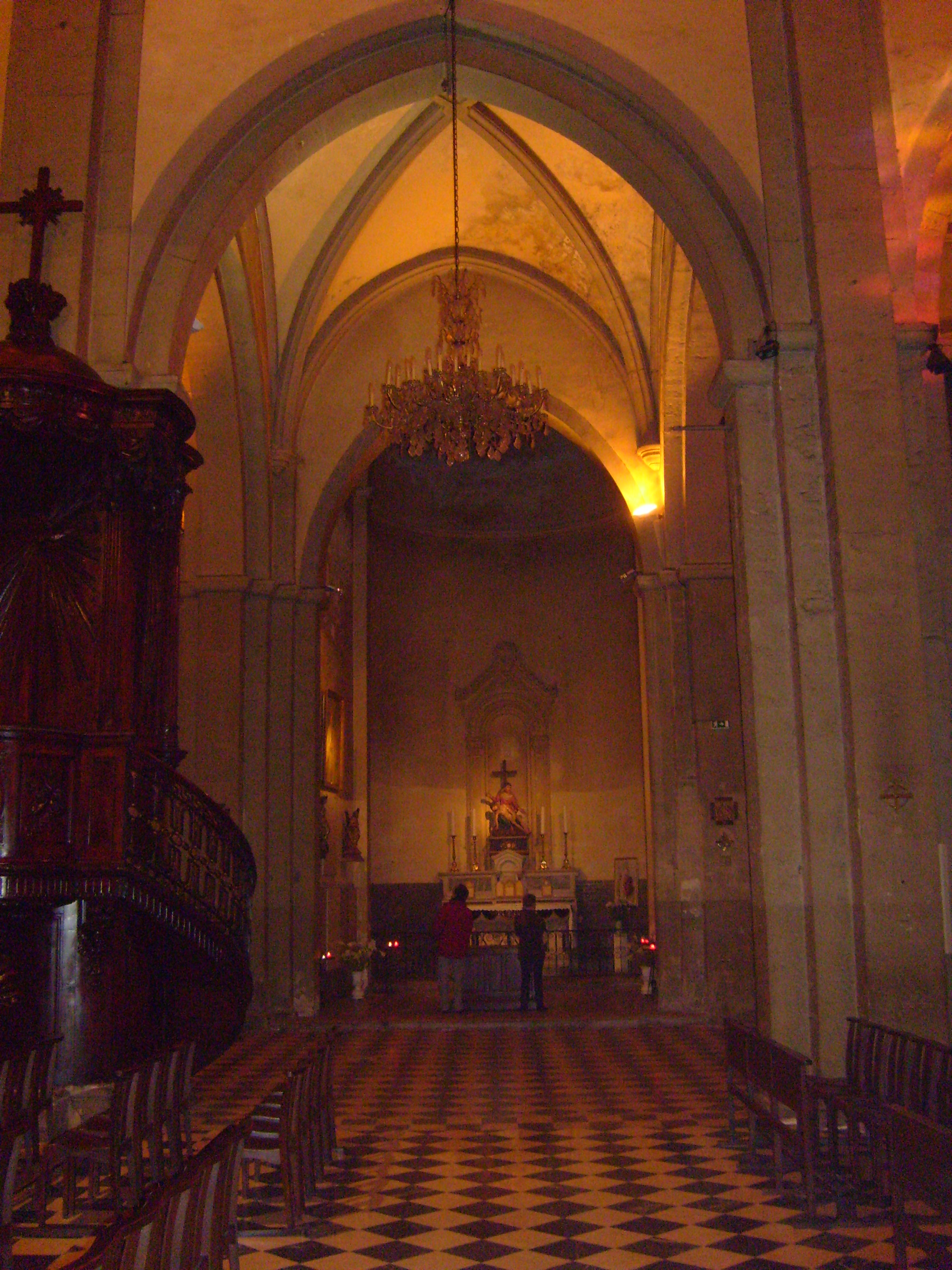
Тулонський кафедральний собор був тимчасово перетворений на мечеть.

Король Франції Франциск I запропонував турецькому флоту перезимувати у французькому порті Тулон, щоб османи змогли продовжувати напади на Священну Римську імперію та інші володіння Карла V Габсбурга, головним чином на узбережжя Іспанії та Італії, а також на морські шляхи між двома країнами.
З християнського населення в місті було дозволено залишитсь лише головам тулонських домогосподарств, щоб вони могли доглядати за своїм майном, тоді як решта населення мусила виїхати з міста під загрозою смерті. Франциск I відшкодував мешканцям їх збитки, звільнивши їх від тальї (податку) на термін 10 років.

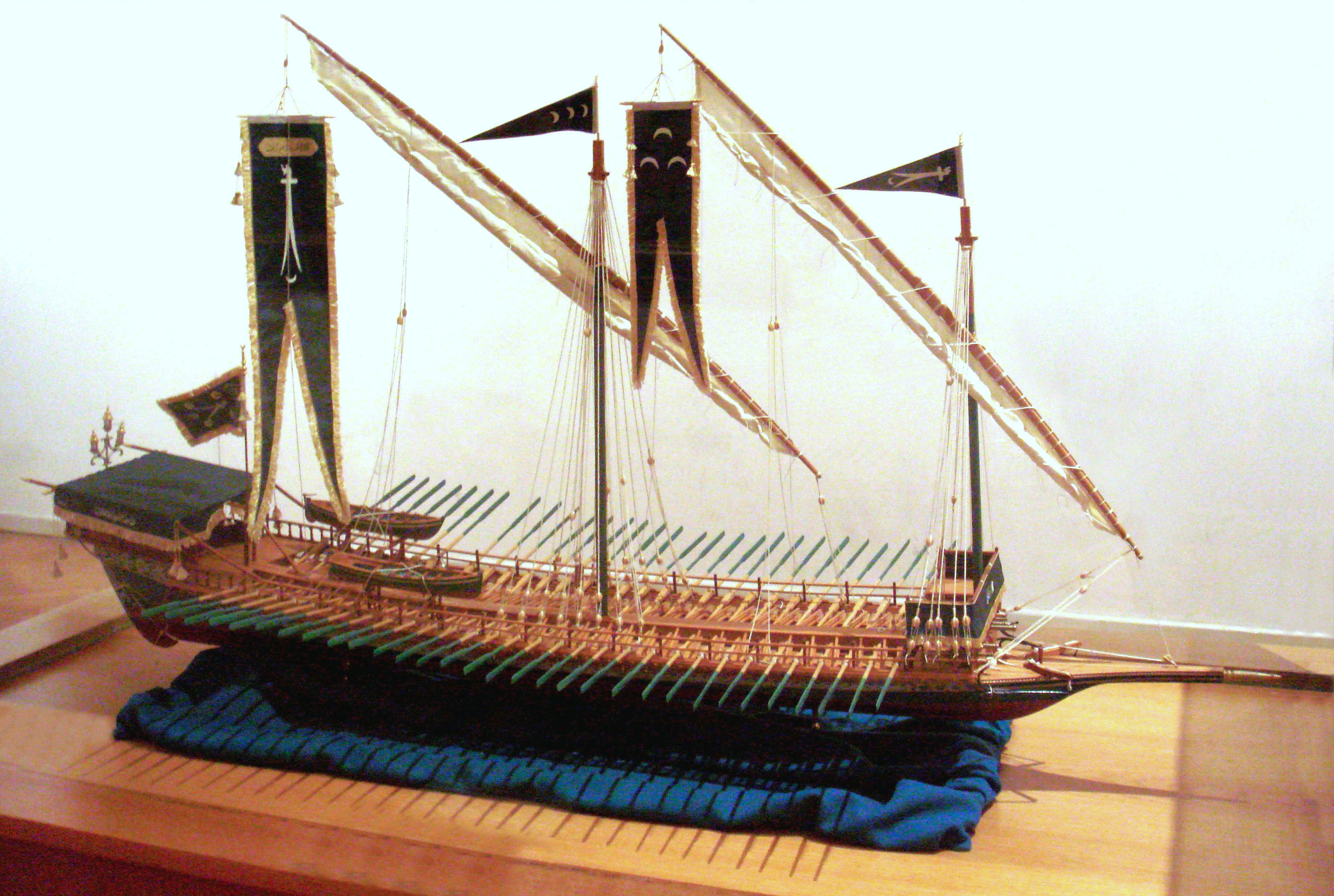
Галера Барбаросси під час його кампанії у Франції в1543 р. Військово-морський музей Стамбула.

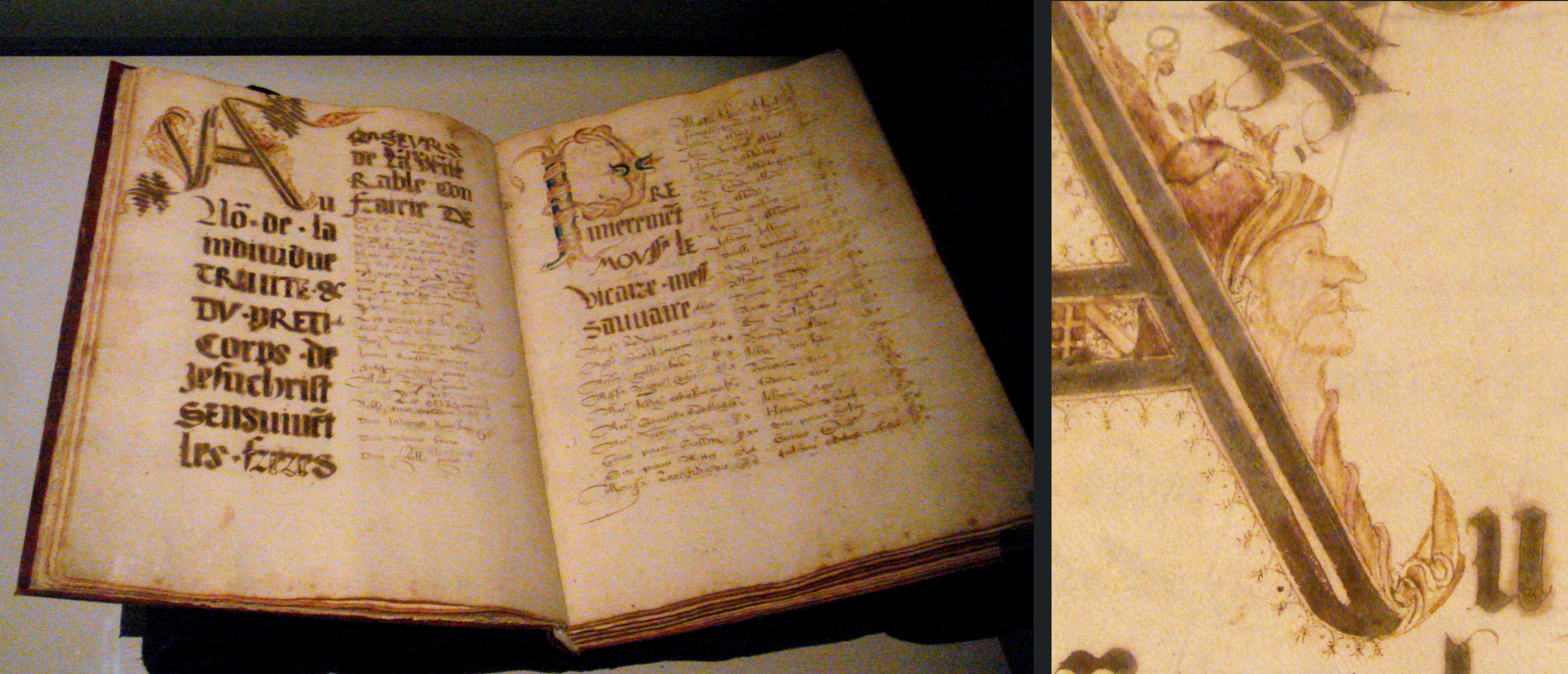
Catulaire des confréries de la Chapelle, з зображенням голови османа, Тулон, 1550.

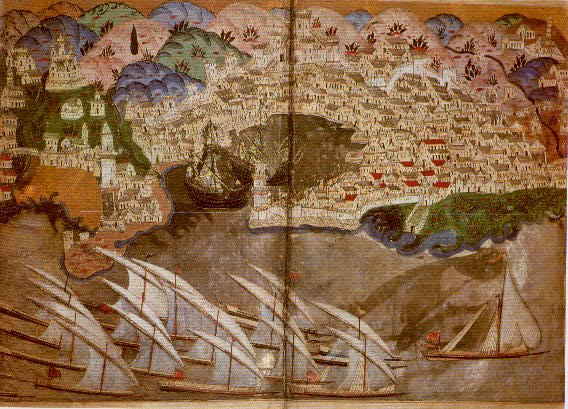
Османський флот перед Генуєю в 1544 році.

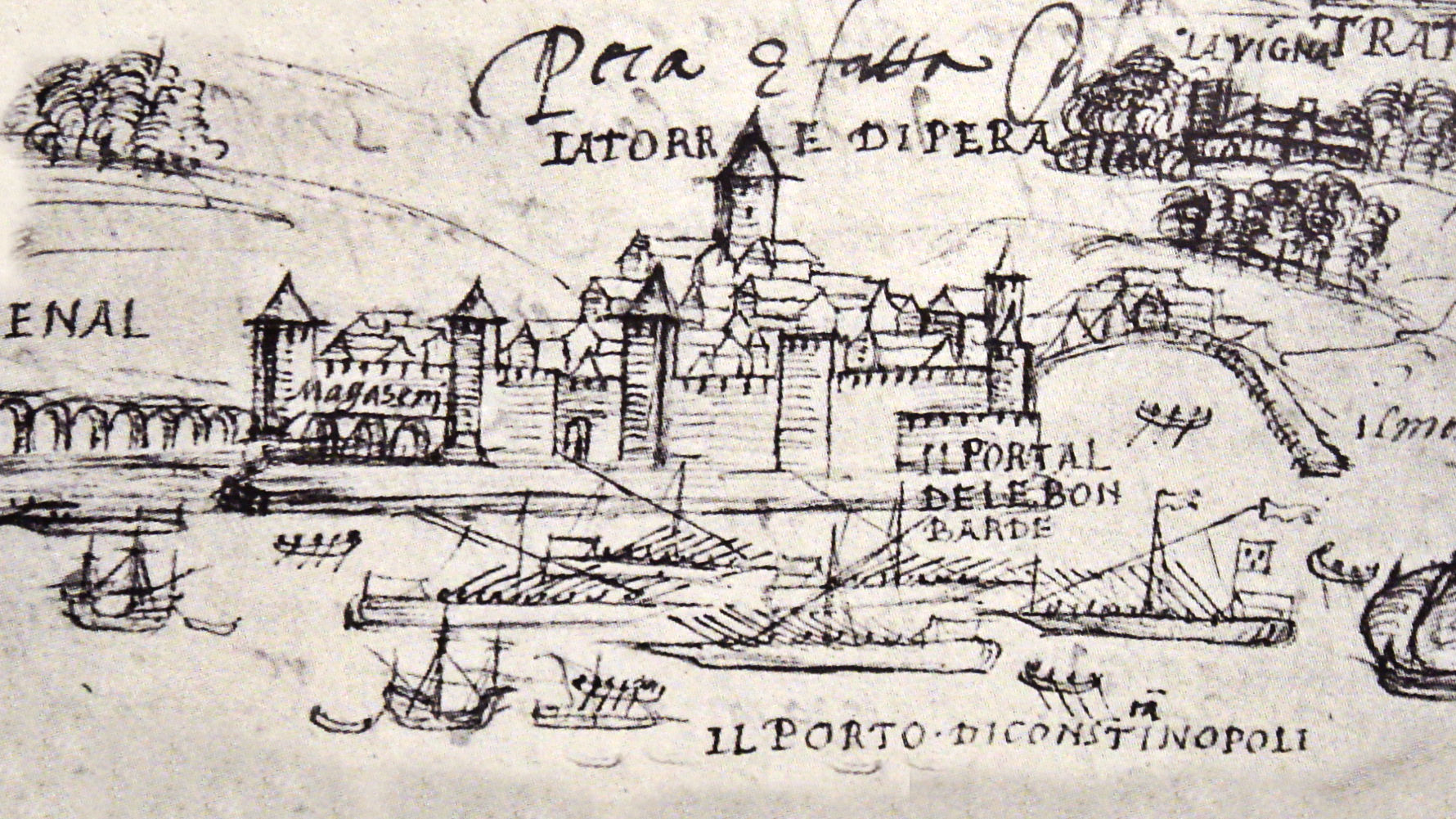
Французькі галери капітана Поліна перед Перою біля Константинополя в серпні 1544 року, Малюнок Жерома Морана.

Під час зимівлі Барбаросси християнський кафедральний собор в Тулоні було перетворено на мечеть, заклик до молитви відбувався п'ять разів на день, а в місті ходили османські монети. Протягом усього періоду перебування в Тулоні османського флоту, в місті продавали рабів-християн. За словами спостерігача: «Дивлячись на Тулон, можна уявити себе в Константинополі».
Протягом зими османи мали змогу використовувати Тулон як базу для нападу на узбережжя Іспанії та Італії під командуванням адмірала Саліх-реїса. Вони здійснили набіги та обстріляли Барселону в Іспанії та Санремо, Боргетто Санто Спіріто та Черіале в Генуезькій республіці, а також здійснили численні морські напади на іспанські та італійські судна.
Вийшовши навесні з Тулона, Барбаросса на чолі усього османського флоту зайшов в порт Генуї, де під загрозою військового нападу домовився з Андреа Доріа про звільнення свого друга, корсара і османського адмірала Тургут-реїса, що перебував в генуезькій в'язниці.
Барбаросса вважав тулонську базу дуже вигідною та зручною, адже тут він зміг переобладнати свої кораблі за рахунок Франції та міг підтримувати ефективну блокаду християнського судноплавства. Лорд-лейтенант Провансу скаржився на Барбароссу, що «він насолоджується, спорожнюючи скарбницю Франції».
Після 8-місячного перебування, османи остаточно залишили свою базу в Тулоні 23 травня 1544 року, після того, як Франциск I заплатив Барбаросі 8.000.000 екю. Умовою залишення Тулону також було звільнення усіх османських та берберських корсарів, що перебували на французьких галерах. Барбаросса також пограбував 5 французьких кораблів у гавані Тулону, щоб забезпечити свій флот.

## Повернення до Константинополя
П'ять французьких галер під командуванням посла Франції Антуана Ескалін дез Емара (капітана Поліна) супроводжували флот Барбароси під час дипломатичної місії до Сулеймана I. На шляху до Константинополя французький флот супроводжував Барбаросу під час його нападів на західне узбережжя Італії, під час яких він спустошив міста Порто-Ерколе, Джильо, Таламона, Ліпарі та взяв близько 6000 полонених, але відокремився від флоту Барбароси на Сицилії та продовжував самостійне плавання до османської столиці.
Це був один з останніх морських походів Барбароси, який помер в Константинополі в 1546 році, через 2 роки після зимівлі в Тулоні .

## Наслідки
З серпня 1546 року османський флот, тепер вже на чолі з наступником померлого Барбаросси Тургут-реїсом, протягом кількох місяців знову використовував гавань Тулона як безпечний прихисток від переслідування флотом Андреа Доріа.